# Jugar con fuego (série de televisão)
Jugar con fuego é uma série de televisão americana produzida pela Telemundo International Studios e pela Rede Globo para Telemundo baseada na minissérie brasileira de 2014 escrita por George Moura, Amores Roubados. Estreou em 22 de janeiro de 2019 e terminou em 4 de fevereiro de 2019.
Um total de 10 episódios foram confirmados para a série limitada. O elenco foi anunciado em 10 de dezembro de 2018.

## Elenco
- Jason Day como Fabrizio Ramírez
- Margarita Rosa de Francisco como Martina Gaiani de Jaramillo
- Carlos Ponce como Jorge Jaramillo[7]
- Gaby Espino como Camila Peláez de Miller[7]
- Laura Perico como Andrea Jaramillo Gaiani
- Alejandro Aguilar como Gildardo
- Tony Plana como Peter Miller
- Marcelo Serrado como Thiago Dos Santos
- Leticia Huijara como Dolores González
- Germán Quintero como Don Andrés Gaiani
- Luis Alberti como Poncho
- Ricardo Vesga como Eliseo
- Yuri Vargas como Maricarmen
- Alvaro Rodríguez como Hilario
- Juan David Restrepo como Comandante Sánchez
- Lidia Cardona como Luisa
- José Alejandro Molina como Diego Miller Peláez
- Jacobo Diez como Mateo
- Nelson Arnobio Castrillón como Padre Nicanor
- Lina Giselle Arcila como Secretaria Banco
- Obeida Benavidez como Clara
- Girolly Gutierrez como Psiuquiatra
- Alfredo Gómez como Fabrizio Junior
- Jorge Henao como Gerente de Banco
- Juan Camilo Hernandez cono Maton
- Armando Landeta como Prestamista
- Álvaro José López como Dr. Carlos López

### Dublagem brasileira
- Andrea - Fernanda Crispim
- Fabrizio - Fabricio Villa Verde
- Camila - Flávia Saddy
- Peter - Hélio Ribeiro
- Martina - Telma da Costa
- Jorge - Gutemberg Barros
- Dolores - Izabel Lira
- Tiago - Marcelo Serrado
- Maricarmen - Lina Mendes
- Gildardo - Nizo Neto
- Luisa - Lúcia Abreu
- Diego - Arthur Moras
- Mateo - Enzo Nogueira
- Comandante Sanchez - Airam Pinheiro
- Hilário - Marco Moreira
- Poncho - Bruno Linhares
- Eliseo - Carlos Seidl
- Andrés - Luiz Carlos Persy

- Estúdio: Som de Vera Cruz
- Direção: Sheila Dorfman

## Exibição no Brasil
Está disponível no catálogo de streaming Globoplay com áudio dublado em português.